# Chinakhar, Yadgir
Chinakhar là một làng thuộc tehsil Yadgir, huyện Gulbarga, bang Karnataka, Ấn Độ.